# Ernie Kent
Ernest Kent (Rockford, Illinois, 1955. január 22. –) amerikai kosárlabda-játékos és -edző.

## Fiatalkora
1973-ban érettségizett a rockfordi West Középiskolában, ahol az egyik legjobb sportolónak választották.
1973 és 1977 között az Oregoni Egyetemen kosárlabdázott, edzője Dick Harter volt. A „Millió Mozdulat” becenevű Kent az agresszív játékukról ismert Kamikazekölykök csapatához tartozott. Játékosi pályafutása térdsérülés miatt ért véget.

## Pályafutása

### Kezdetek
1980 és 1987 között a szaúd-arábiai El-Halídzs FC edzője volt. Állítása szerint feleségével elmerültek az arab kultúrában; első két évükben egy síita muszlim faluban éltek, valamint az Arabian American Oil Companynél dolgoztak. Kent szerint megtanult türelmesnek lenni, mivel játékosaival csak tolmács segítségével tudott kommunikálni. Szerinte az időszak megtanította neki, hogyan kezelje az extrém mértékű stresszt.
Több évig dolgoztam Szaúd-Arábiában; a fizetésem az asztal egyik végén volt, az útlevelem a másikon, és azt mondták: »nem mehetsz el, és nem kapsz fizetést, ha nem győztök«. Úgy gondolom, kezeltem a stresszt. Odamentem a mérkőzésre, és a pályán kívül egy fiatal szaúdi áll egy félautomata fegyverrel. Ez a nyomás. Ez, ez a kosárlabda.
Miután visszatért az Egyesült Államokba, a Colorado State Rams, majd a Stanford Cardinal helyettes edzője volt. Később hat évig volt a Saint Mary’s Gaels vezetőedzője, ahol játékosai között volt Mahershala Ali későbbi színész. A játékosokkal való kapcsolata jelentősen megváltozott: sportolói elmondták neki, hogy problémásnak tartják katonás stílusát, ezért játékosai irányában jószívűbb lett. Minden szezon elején csapatépítő tréninget tartott, amit később az Oregon Ducksnál is folytatott.

### Oregon Ducks
A Ducks első afroamerikai edzőjeként 1997-ben lett Jerry Green utódja. A csapat 2000-ben, 2002-ben, 2003-ban, 2007-ben és 2008-ban is kijutott az NCAA bajnokságára; 2002-ben és 2007-ben a legjobb nyolc közé jutottak. 1999-ben és 2004-ben a National Invitation Tournament legjobb négy csapata között voltak. Pályafutása alatt a Ducks gyors tempójú és a guardokat előtérbe helyező játékáról volt ismert.
Ismert volt jó toborzóképességéről, azonban 2007-ben élesen kritizálták, amiért nem tudta leszerződtetni Kevin Love-ot és Kyle Singlert. Négy játékosát (Aaron Brooks, Fred Jones, Luke Jackson és Luke Ridnour) beválogatták valamely profi csapatba.
2004 és 2006 között a játékosok fejlődésének hiánya és magánéleti problémák miatt egyesek találgatni kezdtek, hogy Kent a csapatnál marad-e, de a 2005–06-os szezon után Bill Moos atlétikai igazgató támogatásáról biztosította. A 2007-es NCAA-tornán a legjobb nyolc közé jutottak; Aaron Brooks szerint a csapat cserben hagyta Kentet azzal, hogy edzés nélkül akartak gyors tempóban játszani. A 2008–09-es szezon volt Kent legrosszabbja; miután a 2009–10-es szezonban a csapat a konferencia utolsó helyezettje lett, kirúgták. 235 győzelme akkoriban a legmagasabb volt (Dana Altman azóta megelőzte).

### Washington State Cougars
2014. március 31-én a Washington State Cougarsnél Ken Bone utódja lett. Öt év alatt egyetlen nyertes szezonja sem volt, és a csapat a konferenciában soha nem jutott a nyolcadik helynél feljebb. 2019. március 31-én, egy nappal a Ducks elleni vesztes mérkőzés után kirúgták.

## Magánélete
Három gyermeke (Marcus, Jordan és McKenzie) született. Az Oregoni Egyetemen három sportágban viselhette az egyetem logójával ellátott ruhát.
Eugene-ben több rákellenes szervezetben is közreműködött.

## Eredményei vezetőedzőként
| Szezon | Eredmény                                   | Eredmény                                   | Helyezés                                   | Továbbjutás                                |
| Szezon | Összesen                                   | Konferencia                                | Helyezés                                   | Továbbjutás                                |
| Saint Mary’s Gaels (West Coast Conference)                                                                    | Saint Mary’s Gaels (West Coast Conference) | Saint Mary’s Gaels (West Coast Conference) | Saint Mary’s Gaels (West Coast Conference) | Saint Mary’s Gaels (West Coast Conference) |
| --- | ------------------------------------------ | ------------------------------------------ | ------------------------------------------ | ------------------------------------------ |
| 1991–92 | 13–17                                      | 4–10                                       | 6.                                         | –                                          |
| 1992–93 | 11–16                                      | 6–8                                        | 6.                                         | –                                          |
| 1993–94 | 13–14                                      | 5–9                                        | 7.                                         | –                                          |
| 1994–95 | 18–10                                      | 10–4                                       | T–2.                                       | –                                          |
| 1995–96 | 12–15                                      | 5–9                                        | 7.                                         | –                                          |
| 1996–97 | 23–8                                       | 10–4                                       | T–1.                                       | NCAA 1. kör                                |
| Eredmény: | 90–80 (.529)                               | 40–44 (.476)                               | –                                          | –                                          |
| Oregon Ducks (Pacific-10 Conference)                                                                          |                                            |                                            |                                            |                                            |
| 1997–98 | 13–14                                      | 8–10                                       | T–5.                                       | –                                          |
| 1998–99 | 19–13                                      | 8–10                                       | T–5.                                       | NIT elődöntő                               |
| 1999–00 | 22–8                                       | 13–5                                       | 3.                                         | NCAA 1. kör                                |
| 2000–01 | 14–14                                      | 5–13                                       | T–6.                                       | –                                          |
| 2001–02 | 26–9                                       | 14–4                                       | 1.                                         | NCAA Elite Eight                           |
| 2002–03 | 23–10                                      | 10–8                                       | 5.                                         | NCAA 1. kör                                |
| 2003–04 | 18–13                                      | 9–9                                        | T–4.                                       | NIT elődöntő                               |
| 2004–05 | 14–13                                      | 6–12                                       | T–8.                                       | –                                          |
| 2005–06 | 15–18                                      | 7–11                                       | T–7.                                       | –                                          |
| 2006–07 | 29–8                                       | 11–7                                       | T–3.                                       | NCAA Elite Eight                           |
| 2007–08 | 18–14                                      | 9–9                                        | T–5.                                       | NCAA 1. kör                                |
| 2008–09 | 8–23                                       | 2–16                                       | 10.                                        | –                                          |
| 2009–10 | 16–16                                      | 7–11                                       | T–8.                                       | –                                          |
| Eredmény: | 253–173 (.576)                             | 109–125 (.466)                             | –                                          | –                                          |
| Washington State Cougars (Pac-12 Conference)                                                                  |                                            |                                            |                                            |                                            |
| 2014–15 | 13–18                                      | 7–11                                       | T–8.                                       | –                                          |
| 2015–16 | 9–22                                       | 1–17                                       | 12.                                        | –                                          |
| 2016–17 | 13–18                                      | 6–12                                       | T–10.                                      | –                                          |
| 2017–18 | 12–19                                      | 4–14                                       | 11.                                        | –                                          |
| 2018–19 | 11–21                                      | 4–14                                       | 11.                                        | –                                          |
| Eredmény: | 58–98 (.372)                               | 22–68 (.244)                               | –                                          | –                                          |
| Összesen: | 383–351 (.522)                             | –                                          | –                                          | –                                          |
| Jelmagyarázat: Konferenciaszezon-bajnok Konferenciaszezon- és konferenciatorna-bajnok Konferenciatorna-bajnok |                                            |                                            |                                            |                                            |

## Fordítás
- Ez a szócikk részben vagy egészben  az   Ernie Kent című angol Wikipédia-szócikk ezen változatának fordításán alapul.  Az eredeti cikk szerkesztőit annak laptörténete sorolja fel. Ez a jelzés csupán a megfogalmazás eredetét és a szerzői jogokat jelzi, nem szolgál a cikkben szereplő információk forrásmegjelöléseként.